# Nimm von uns, Herr, du treuer Gott

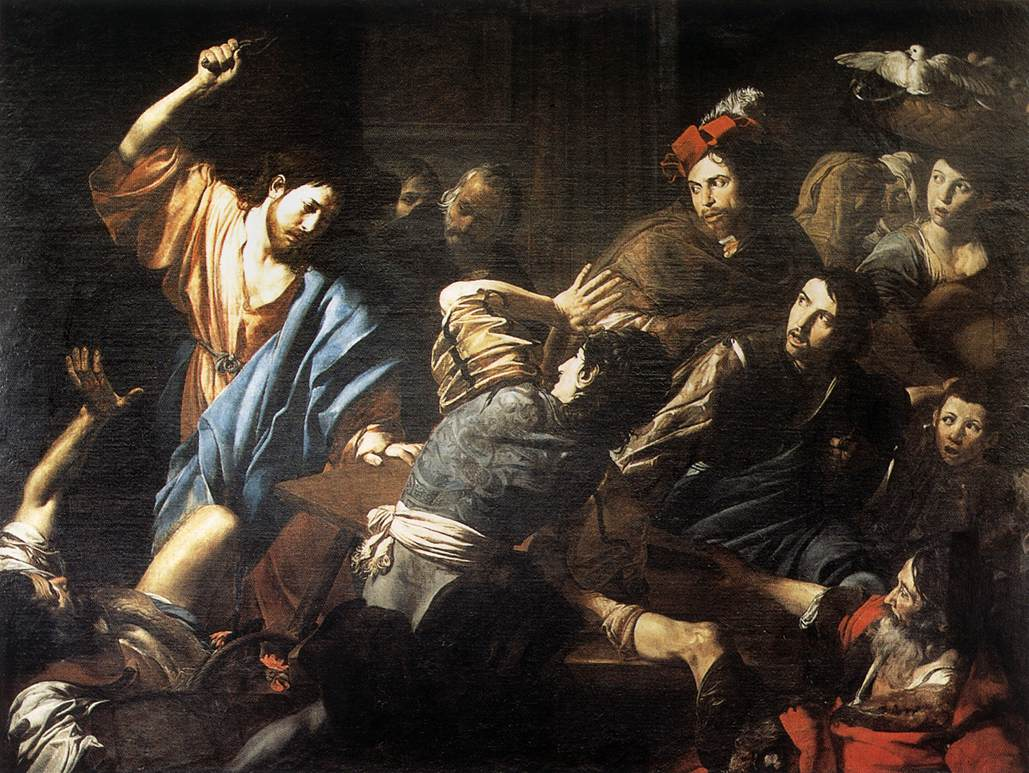
Jésus chassant les marchands du Temple, Valentin de Boulogne, 1618

Nimm von uns, Herr, du treuer Gott (Écarte de nous, Seigneur, Dieu fidèle) (BWV 101) est une cantate religieuse de Johann Sebastian Bach composée à Leipzig en 1724.

## Histoire et livret
Bach écrivit cette cantate de son deuxième cycle de cantates à l'occasion du dixième dimanche après la Trinité et la dirigea le 13 août 1724,. Pour cette destination liturgique, deux autres cantates ont franchi le seuil de la postérité : les BWV 46 et 102. 
Les lectures prescrites pour ce dimanche étaient 1 Cor. 12: 1–11 et Luc 19 :41–48, l'annonce de la destruction de Jérusalem et l'expulsion des marchands du Temple.
Le texte de la cantate est basé sur les sept strophes du choral de Martin Moller (1584), écrit durant une épidémie de peste comme une paraphrase du poème latin « Aufer immensam » (1541). Le choral est chanté sur la mélodie « Vater unser im Himmelreich » de Martin Luther, du Notre Père, d'abord imprimée dans les « Geistliche lieder », édités par Valentin Schumann à Leipzig en 1539. La mélodie date du Moyen Âge,.
Les paroles sont conservées telles quelles dans les premier et septième mouvements. Un poète inconnu  a transcrit les idées des première, deuxième et sixième strophes en arias. Il a conservé le texte des troisième et cinquième strophes et les a entrecoupées d'un récitatif. Le texte de la cantate n'est que de façon générale en relation avec les lectures prescrites contrairement à Schauet doch und sehet, ob irgend ein Schmerz sei, (BWV 46), l'année précédente, qui rapportait les lamentations de Jérusalem avec un texte issu du Livre des Lamentations. Mais le poète fait directement allusion à la destruction de Jérusalem avec le vers « Daß wir nicht durch sündlich Tun wie Jerusalem vergehen! » (de telle sorte que nous ne soyons pas détruit comme Jérusalem par nos actions pécheresses !) dans le deuxième mouvement.

## Structure et instrumentation
La cantate est écrite pour cornet à bouquin, trois trombones, deux hautbois, taille (hautbois ténor), flûte traversière (ou violon solo), deux violons, alto, basse continue, quatre solistes vocaux (soprano, alto, ténor, basse) et chœur à quatre voix.
Il y a sept mouvements :
1. chœur : Nimm von uns Herr, du treuer Gott
2. aria (ténor) : Handle nicht nach deinen Rechten
3. récitatif : Ach! Herr Gott, durch die Treue dein
4. aria (basse) : Warum willst du so zornig sein
5. récitatif : Die Sünd hat uns verderbet sehr
6. duo (soprano et alto) : Gedenk an Jesu bittern Tod
7. chœur : Leit uns mit deiner rechten Hand

## Musique
La mélodie du choral (en mode dorien) est présente dans tous les mouvements sauf dans la première aria (deuxième mouvement). Le chœur d'ouverture est une fantaisie chorale avec le cantus firmus attribué à la soprano, chaque vers préparé en imitation par les voix basses à la manière d'un prélude de choral de Johann Pachelbel. Un chœur de trombones joue colla parte pour renforces les voix. Ce mouvement de « stylus antiquus » est inséré dans un mouvement orchestral concertant pour hautbois et cordes. John Eliot Gardiner remarque « l’inquiétante intensification qu'opère Bach dans l'harmonie et l'expression vocale à la fin du mouvement sur les mots für Seuchen, Feur und großem Leid ».
La première aria est accompagnée d'une flûte virtuose, remplacée par un violon dans une version ultérieure. La partition de la flûte fait deviner que Bach avait à sa disposition un flûtiste de très bonne qualité en 1724, comme dans Was frag ich nach der Welt, (BWV 94), composée la semaine précédente. Les deux récitatifs combinent une version embellie de la mélodie du choral avec un récitatif secco. Le mouvement central commence comme une aria dramatique, indiquée « vivace », avec trois hautbois et le continuo. Mais après cette « furieuse ritournelle », la basse commence de façon inattendue, indiquée « andante », avec le premier vers de la strophe du choral, posant la question, « Warum willst du so zornig sein? » (Pourquoi es-tu si en colère contre nous ?). Dans la section centrale, tout le choral est joué par les instruments tandis que les voix chantent de façon indépendante.
Le deuxième récitatif est symétrique au premier. Le sixième mouvement combine deux voix, la flûte et le hautbois da caccia qui jouent la mélodie du choral. L'instrumentation est similaire au mouvement central de la Passion selon saint Matthieu, « Aus Liebe will mein Heiland sterben ». La dernière strophe du choral est disposée pour quatre voix.

## Source
- (en) Cet article est partiellement ou en totalité issu de l’article de Wikipédia en anglais intitulé « Nimm von uns, Herr, du treuer Gott, BWV 101 » (voir la liste des auteurs).